# Oświata średnia we Lwowie w okresie autonomii galicyjskiej oraz II Rzeczypospolitej
Oświata we Lwowie – artykuł zawiera spis szkół różnego stopnia (obecnie tylko szkoły podstawowe i średnie) z podziałem na okresy historyczne, w których działały lub działają.

## Szkolnictwo podstawowe
- Szkoła Średnia nr 10 we Lwowie

## Szkolnictwo średnie
Na podstawie materiałów źródłowych:

### Zabór austriacki
Stan do 1918:
- C. K. I Wyższa Szkoła Realna we Lwowie
- C. K. II Wyższe (Państwowe) Gimnazjum z niemieckim językiem wykładowym we Lwowie
- C. K. Wyższe Gimnazjum im. Franciszka Józefa z polskim językiem wykładowym we Lwowie
- C. K. IV Wyższe Gimnazjum z polskim językiem wykładowym we Lwowie
- C. K. V Wyższe Gimnazjum z polskim językiem wykładowym we Lwowie
- C. K. VI Wyższe Gimnazjum z polskim językiem wykładowym we Lwowie
- C. K. VII Wyższe Gimnazjum z polskim językiem wykładowym we Lwowie
  - samodzielna filia gimnazjum
- C. K. VIII Realne Gimnazjum z polskim językiem wykładowym we Lwowie
- Prywatne Gimnazjum im. Adama Mickiewicza we Lwowie
- C. K. Państwowa Szkoła Przemysłowa we Lwowie
- Gimnazjum Realne, Liceum im. Królowej Jadwigi, Szkoła Handlowa, kursy robót ręcznych kobiecych, kurs gospodarstwa domowego we Lwowie
- Prywatne Gimnazjum Żeńskie Zofii Strzałkowskiej we Lwowie
- Prywatne Żeńskie Gimnazjum z prawem publiczności Józefy S. Goldblatt-Kamerling we Lwowie
- Prywatne Żeńskie Gimnazjum ss. Wasylijanok z ukraińskim językiem wykładowym we Lwowie
- Prywatne Żeńskie Seminarium Nauczycielskie z ruskim językiem wykładowym we Lwowie
- C. K. I Akademickie Wyższe Gimnazjum z ruskim językiem wykładowym we Lwowie
  - samodzielna filia gimnazjum

### II Rzeczpospolita
- I Państwowe Liceum i Gimnazjum im. Mikołaja Kopernika we Lwowie
- II Państwowe Liceum i Gimnazjum im. Karola Szajnochy we Lwowie
- III Państwowe Gimnazjum im. Króla Stefana Batorego we Lwowie
- IV Państwowe Gimnazjum im. Jana Długosza we Lwowie
- V Państwowe Liceum i Gimnazjum im. Hetmana Stanisława Żółkiewskiego we Lwowie
- VI Państwowe Liceum i Gimnazjum im. Stanisława Staszica we Lwowie
- VII Państwowe Liceum i Gimnazjum im. Tadeusza Kościuszki we Lwowie
- VIII Państwowe Gimnazjum Realne im. Jędrzeja Śniadeckiego we Lwowie → VIII Państwowe Gimnazjum im. Króla Kazimierza Wielkiego we Lwowie
- IX Państwowe Liceum i Gimnazjum im. Jana Kochanowskiego we Lwowie
- X Państwowe Liceum i Gimnazjum im. Henryka Sienkiewicza we Lwowie
- XI Państwowe Liceum i Gimnazjum im. Jana i Andrzeja Śniadeckich we Lwowie
- XII Państwowe Liceum i Gimnazjum im. Stanisława Szczepanowskiego we Lwowie
- I Realne Gimnazjum im. Adama Mickiewicza we Lwowie
- Państwowa Szkoła Techniczna we Lwowie
- Gimnazjum Męskie Żydowskie Towarzystwa Szkoły Ludowej i Średniej we Lwowie
- Państwowe Gimnazjum Realne Żeńskie im. Królowej Jadwigi we Lwowie
- Zakład Naukowy Żeński z prawem publiczności im. Zofii Strzałkowskiej we Lwowie → Prywatne Gimnazjum Żeńskie im. Zofii Strzałkowskiej we Lwowie
- Ukraińskie gimnazjum akademickie we Lwowie